# Edvín Bayer
Edvín Bayer (17. února 1862 Chotěboř – 17. března 1927 Praha-Královské Vinohrady) byl český botanik, muzeolog, přednosta botanického oddělení Národního muzea v Praze. Zabýval se fytopaleontologií a lichenologií.

## Život
Narodil se v rodině notáře. Navštěvoval školu v rodné Chotěboři, potom gymnázium v Praze (v letech 1874–1878 studoval na Akademickém gymnáziu v Praze 1, a pokračoval na I. českém reálném a vyšším gymnáziu ve Spálené ulici, kde roku 1882 maturoval. Dal se zapsat na právnickou fakultu německé univerzity v Praze, kde se zdokonalil v německém jazyce. Studium práv se mu však příliš nelíbilo, stále více tíhnul k přírodním vědám, spřátelil se s členy „Klubu přírodovědeckého v Praze“ a stal se sám jeho členem. Nakonec se svolením otce, který měl také rád přírodní vědy (zvláště botaniku – lichenologii), po dvou letech práva opustil a zapsal se na filozofickou fakultu české univerzity v Praze, kde absolvoval studium přírodních věd, které ukončil v roce 1888. Potom působil 3 roky jako placený asistent při botanickém oddělení Muzea království Českého ještě ve staré budově na Příkopech u tehdejšího kustoda, jímž byl univ. prof. dr. Ladislav Josef Čelakovský.
V roce 1889 předložil svoji doktorskou disertační práci s názvem „Kritický obraz morfologie lišejníků s ohledem na lišejníky Čech“. O rok později vykonal rigorózní zkoušku z filozofie a v roce 1891 z botaniky ve spojení s fyzikou, takže byl 4. května 1891 promován na doktora filozofie. Roku 1892 byl zaměstnán opět v Muzeu království Českého při sbírkách rostlinné paleontologie u univ. prof. dr. Antonína Friče. V roce 1893 byl jmenován asistentem botaniky na české univerzitě u prof. Lad. Čelakovského, kde působil až do konce roku 1895. Kromě toho v té době pracoval ještě v odpoledních hodinách jako provizorní fytopaleontolog (od roku 1894 již v nové muzejní budově) u ředitele prof. Ant. Friče, kde byl roku 1896 jmenován definitivním adjunktem. Toto místo zastával až do roku 1903, kdy byl 24. února jmenován kustodem botanické sbírky v muzeu po zemřelém prof. Lad. Čelakovském. Mimo to měl stále ještě na starosti muzejní sbírky fytopaleontologické. Dne 18. června 1918 mu byl udělen ve výborové schůzi Národního muzea titul ředitele botanického oddělení a 13. června 1921 byl navíc jmenován externím členem státního geologického ústavu Československé republiky.
Jeho bratrem byl lékař Karel Bayer (1854–1930), profesor chirurgie na německé univerzitě v Praze a primář nemocnice Milosrdných bratří na Starém Městě pražském.
Zemřel 22. července 1927 v Praze-Královských Vinohradech následkem rakoviny jícnu a byl pohřben na Vinohradském hřbitově.

## Dílo

### Nejdůležitější práce vydané tiskem
- O rostlinstvu vrstev Březenských (Věst. král čes. spol. nauk, Praha 1893)
- O rostlinstvu vrstev Chlomeckých (tamtéž, 1896)
- Einige neue Pflanzen der Perucer Kreideschichten in Böhmen (tamtéž, 1899)
- Studie v oboru křídového útvaru českého „Perucké vrstvy“, Dr. Ant. Frič a Dr. Edvín Bayer (Archiv pro přírodní výzkum Čech, díl XI., č.2, Praha 1903)
- Fytopaleontologické příspěvky ku poznání českých křídových vrstev Peruckých (Archiv, díl XI., č.5, Praha 1914)
- Příspěvek k fytopaleontologii českého cenomanu, Dr. Edvín Bayer a Jan Petrbok (Časopis musea král. Českého, Praha 1919)
- Zbarvené mikroskopické preparáty fosilní kutikuly některých rostlin křídových z českých vrstev Peruckých (Tamtéž, Praha 1921)

v Památníku na oslavu padesátiletého panovnického jubilea (Česká akademie, Praha 1898) uveřejnil v oddíle „Vědy přírodopisné“ stať II. Botanika; několik článků napsal do časopisu „Vesmír“; tamtéž přeložil do češtiny německy psané články chotěbořského městského lékaře MUDr. Josefa Mühlbacha pojednávající o houbách; do časopisu „Věda přírodní“ psal o českých lišejnících a lichenologickém výzkumu Čech